# Guter Brunnen Bach
Der Guter Brunnen Bach ist ein 1,3 km langer Bach bei Haisterkirch, einem Stadtteil von Bad Waldsee im Landkreis Ravensburg.

## Lage
Der Guter Brunnen Bach mündet etwa 170 Meter nordöstlich der Wendelinuskapelle, die an der Kreisstraße K 7933 zwischen Haisterkirch und Hittisweiler liegt, und rund 170 Meter südlich des Wohnplatzes Im Heustöckle von Haisterkirch. Die Mündung befindet sich ungefähr 700 Meter südlich des südlichen Ortsendes von Haisterkirch.
Geologisch und hydrologisch ist der Bach dem Naturraum Riß-Aitrach-Platten (Nr. 41) innerhalb der Großlandschaft Donau-Iller-Lech-Platte (Nr. 4) zuzuordnen. Seine Mündung liegt nur etwa 440 Meter entfernt vom Naturraum Oberschwäbisches Hügelland (Nr. 32) in der Großlandschaft Voralpines Hügel- und Moorland (Nr. 3) und ungefähr einen Kilometer östlich der Europäischen Hauptwasserscheide. Der gesamte Verlauf des Guter Brunnen Bachs liegt im Gewässereinzugsgebiet der Osterhofer Ach.

## Verlauf
Der Guter Brunnen Bach entspringt im Waldgebiet Hoher Rain und fließt von dort durch den Geißgraben. Dieser Graben liegt nördlich der Flur Heustöckle und der Einöde Im Heustöckle sowie südlich der Flur Hummelstein. Der Bach unterquert verrohrt den Gemeindeverbindungsweg zwischen Haisterkirch und Ehrensberg und mündet schließlich gegenüber der Flur Bachäcker in die Osterhofer Ach, die hier lokal auch als Haisterbach bekannt ist.

## Historisch
Historisch betrachtet lässt sich die Existenz eines Bachverlaufs entlang der heutigen Trasse des Guter Brunnen Bachs bereits auf dem Meßtischblatt 8024 : Waldsee von 1914 erkennen, wenngleich dieser dort noch ohne Namen verzeichnet ist. Auf demselben historischen Kartenblatt ist ein weiterer Bachlauf eingezeichnet, der heutzutage teilweise noch in den Amtlichen Topographischen Karten erscheint, jedoch nicht mehr in der Amtlichen Gewässerkarte geführt wird. Dieser historische Bachlauf ist mit einer Quelle namens „Guter Brunnen“ markiert.

## Stehende Gewässer
Entlang des Guter Brunne Bachs, in der Flur Geißgraben, befindet sich eine Reihe stehender Gewässer, die als Fischteiche künstlich angelegt wurden. In Fließrichtung des Bachs sind dies die folgenden Teiche:
- NN-OZX mit einer Fläche von 0,0959 ha
- NN-CXS mit einer Fläche von 0,1175 ha
- NN-QNW mit einer Fläche von 0,0837 ha
- NN-FMK mit einer Fläche von 0,0616 ha
- NN-JMX mit einer Fläche von 0,0608 ha
- NN-ZQR mit einer Fläche von 0,059 ha
- NN-TUO mit einer Fläche von 0,0539 ha
- NN-YQF mit einer Fläche von 0,0534 ha

Die Gesamtfläche dieser acht Teiche beträgt 0,5858 ha.
Hinweis: Die Bezeichnungen der aufgeführten Teiche – NN-OZX, NN-CXS, NN-QNW, NN-FMK, NN-JMX, NN-ZQR, NN-TUO und NN-YQF – sind die technischen Bezeichnungen aus der Amtlichen Gewässerkarte, da keines der Gewässer einen offiziellen Namen besitzt.

## Biotope

### Geißgraben S Haisterkirch
Das im Rahmen der Waldbiotopkartierung Baden-Württemberg erfasste Biotop Geißgraben S Haisterkirch (Biotopnummer 280244363278) erstreckt sich über eine Fläche von 0,4198 Hektar. Gelegen in der naturräumlichen Einheit Riß-Aitrach-Platten, zeichnet sich dieses geschützte Biotop durch einen kleinen Bach (Oberlauf des Guter Brunnen Bach) in einer nach Westen geneigten, sickerfeuchten Hangrinne aus. Die Vegetation wird von Erlen und Eschen entlang des Bachs sowie einem ausgedehnten Quellbereich mit Erlen-Eschen-Altholz geprägt. Der Schutzstatus des Gebiets umfasst den Schutz als Auwälder, als natürliche oder naturnahe Bereiche fließender Binnengewässer einschließlich ihrer Ufervegetation sowie als regelmäßig überschwemmte Bereiche gemäß Bundesnaturschutzgesetz. Das Biotop gliedert sich in die Biotoptypen Sickerquelle (30 %), naturnaher Abschnitt eines Mittelgebirgsbachs (55 %) und Schwarzerlen-Eschen-Wald (45 %).
Im Biotop Geißgraben S Haisterkirch wurde das Kleine Wintergrün (Pyrola minor L.) nachgewiesen, eine in der Roten Liste als gefährdet eingestufte Farn- und Blütenpflanze.

### Feuchtbiotop 'Geißgraben' S Haisterkirch
Das 0,3579 ha große Feuchtbiotop 'Geißgraben' S Haisterkirch (Nr. 180244361418) ist ein geschütztes Offenlandbiotop (Röhrichte, Großseggenriede, stehende Gewässer) in der Riß-Aitrach-Platten. Es umfasst den Verlandungsbereich von acht Fischteichen und weist verschiedene Biotoptypen auf: Verlandungsbereich (71 %), Sumpfseggen-Ried (7 %), Ufer-Schilfröhricht (10 %), Rohrkolben-Röhricht (2 %), Land-Schilfröhricht (13 %) und Tauch- oder Schwimmblattvegetation (68 %).
Im Biotop kommt das auf der Vorwarnliste der Roten Liste stehende Spiegelnde Laichkraut (Potamogeton lucens) vor.